# Webera leptoclada
Webera leptoclada är en bladmossart som beskrevs av Jules Cardot och Brotherus 1923. Webera leptoclada ingår i släktet Webera och familjen Bryaceae. Inga underarter finns listade i Catalogue of Life.